# Ivan Putski
Józef Bednarski (ur. 21 stycznia 1941 w Krakowie) – polsko-amerykański wrestler oraz kulturysta znany spod pseudonimu ringowego jako Ivan Putski. Pierwszy Polak w federacji WWWF (WWE). W trakcie kariery zawodowego zapaśnika nadano mu dwa przydomki – The Polish Hammer i Polish Power.

## Kariera

### Wczesne życie i początki w wrestlingu (1968–1974)
Urodził się w 1941 w Krakowie podczas okupacji niemieckiej. Jako chłopiec wyemigrował z rodzicami do Stanów Zjednoczonych – rodzina Bednarskich osiedliła się w Teksasie.
Jako wrestler debiutował w 1968. W kolejnych latach występował w walkach produkowanych przez ogólnoamerykańską federację National Wrestling Alliance (NWA) w Dallas. W połowie 1974 przeniósł się do American Wrestling Association (AWA) gdzie prowadził rywalizację z Superstar Billym Grahamem.

### World (Wide) Wrestling Federation (1974–1987)
W federacji World Wide Wrestling Federation (WWWF) zadebiutował podobnie jak w American Wrestling Association – w 1974. Początkowo prowadził rywalizacje z Bruiserem Brodym, Stanem Hansenem i Ivanem Koloffem, a następnie powrócił do feudu z Superstar Billym Grahamem, z którym rywalizował w AWA.
W październiku 1979 sięgnął po pierwsze mistrzostwo w WWWF - WWWF World Tag Team Championship, które wywalczył z Tito Santaną pokonując Johnny’ego Valianta i Jerry’ego Valianta. Mistrzostwo to utrzymywał przez pół roku, tracąc je następnie na rzecz The Wild Samoans. Do połowy lat 80. występował w rywalizacjach z Roddym Piperem i Stg. Slaughterem by w 1987 zrobić przerwę w karierze wrestlera.

### Dalsza kariera i emerytura (1991–1999)
W 1991 powrócił do kariery wrestlera występując w federacjach niezależnych i w tag teamie ze swoim synem Scottem jako drużyna The Polish Powers.
W 1995 został wprowadzony do galerii sław WWF Hall of Fame przez swojego syna Scotta. W 1996 występował w International Championship Wrestling. W lipcu 1997 pojawił się w walce tag teamowej u boku swojego syna Scotta na jednym z odcinków Raw is War. Scott i Ivan zmierzyli się przeciwko Jerry’emu Lawlerowi i Brianowi Christopherowi – była to ostatnia walka, jaką stoczył w WWF.
Pod koniec lutego 1999 odbył walkę kończącą karierę wrestlera podczas jednego z eventów NWA New Jersey. Pokonał wtedy King Kong Bundy’ego przez dyskwalifikację. Po przejściu na emeryturę udzielał się jeszcze w federacjach niezależnych okazjonalnie występując w pojedynczych rywalizacjach.

### Tytuły i osiągnięcia
- Big Time Wrestling
  - NWA American Tag Team Championship (1 raz) – z Jose Lothario
  - NWA Texas Tag Team Championship (2 razy) – z Jose Lothario
- Pro Wrestling Illustrated
  - Tag team roku (1979) z Tito Santaną.
  - PWI sklasyfikowało go na 170. miejscu wśród 500 najlepszych wrestlerów w zestawieniu „PWI Years” w 2003 roku.
  - PWI sklasyfikowało go na 92. miejscu wśród 100 najlepszych tag teamów w zestawieniu „PWI Years” z Tito Santaną w 2003 roku.
- Southwest Championship Wrestling
  - SCW World Tag Team Championship (1 raz) – z Wahoo McDanielem
- World Wrestling Federation
  - WWF Tag Team Championship (1 raz) – z Tito Santaną
  - WWF Hall of Fame (wprowadzony w 1995)
- Wrestling Observer Newsletter
  - Najmniej ulubiony zawodnik czytelników (1984)
  - Najgorszy wrestler (1984)

### Występy w zawodachstrongmani inne media
W 1975 pojawił się w filmie dokumentalnym The Wrestling Queen, traktującym o roli kobiet w biznesie wrestlingu.
Putski wystąpił również podczas Mistrzostw Świata Strongman 1978, które odbyły się na terenie Universal Studios w Kalifornii, gdzie zajął 8. miejsce.
Jego postać pojawiła się w kilku grach komputerowych o tematyce wrestlingu: Legends Of Wrestling (2001), Legends Of Wrestling II (2002) i Showdown: Legends Of Wrestling (2004).

## Życie osobiste
Jego synem jest Scott Putski – również wrestler związany w przeszłości z World Wrestling Federation i World Championship Wrestling.
W latach 2000–2007 był pracownikiem ochrony w szkole średniej Jack C. Hays High School w mieście Buda w Teksasie. W styczniu 2012 znalazł się w galerii sław radia Cloverleaf Radio (Cloverleaf Radio Hall of Fame).